# A.S. Handball Albatro Siracusa 2021-2022

## Stagione
L'Albatro Teamnetwork Siracusa nella stagione 2021-2022 disputa il suo decimo campionato di Serie A1.

## Rosa
| N° | Naz.                  | Ruolo | Sportivo            | Anno |  |  |
| -- | --------------------- | ----- | ------------------- | ---- |  |  |
| 1  | Italia (bandiera)     | P     | Angelo Mincella     | 1976 |  |  |
| 12 | Italia (bandiera)     | P     | Gabriele Nobile     | 2001 |  |  |
| 97 | Italia (bandiera)     | P     | Gabriele Randes     | 1997 |  |  |
| 2  | Argentina (bandiera)  | A     | Leonardo Bianchi    | 1988 |  |  |
| 3  | Argentina (bandiera)  | T     | Francisco Morettin  | 1997 |  |  |
| 5  | Italia (bandiera)     | PV    | Vito Claudio Marino | 1994 |  |  |
| 7  | Italia (bandiera)     | A     | Nicolò Argentino    | 2001 |  |  |
| 8  | Argentina (bandiera)  | T     | Juan Ignacio Zungri | 1988 |  |  |
| 9  | Italia (bandiera)     | A     | Alessandro Bandiera | 2005 |  |  |
| 10 | Tunisia (bandiera)    | T     | Hamza Fredj         | 1996 |  |  |
| 13 | Italia (bandiera)     | T     | Mattia Calvo        | 1990 |  |  |
| 15 | Italia (bandiera)     | A     | Gianluca Vinci      | 1999 |  |  |
| 18 | Italia (bandiera)     | A     | Francesco Burgio    | 2005 |  |  |
| 23 | Argentina (bandiera)  | T     | Máximo Miguel Murga | 1985 |  |  |
| 24 | Italia (bandiera)     | A     | Giuseppe Cuzzupè    | 2004 |  |  |
| 25 | Montenegro (bandiera) | T     | Marko Bobičić       | 1992 |  |  |
| 27 | Italia (bandiera)     | T     | Giovanni Rosso      | 1989 |  |  |
| 77 | Italia (bandiera)     | T     | Matteo Mizzi        | 2004 |  |  |

## Mercato

### Sessione estiva
| Acquisti | Acquisti            | Acquisti        | Acquisti   | Acquisti |
| R.a      | Nome                | da              | Modalità   | Note     |
| -------- | ------------------- | --------------- | ---------- | -------- |
| PT       | Gabriele Randes     | Molteno         | definitivo | [ 1 ]    |
| C        | Giovanni Rosso      | Conversano      | definitivo | [ 2 ]    |
| AD       | Leonardo Bianchi    | svincolato      | definitivo | [ 3 ]    |
| TD       | Hamza Fredj         | Étoile du Sahel | definitivo | [ 4 ]    |
| PV       | Vito Claudio Marino | Bozen           | definitivo | [ 5 ]    |
| TS       | Francisco Morettin  | OAR Coruña      | definitivo | [ 6 ]    |
| PT       | Angelo Mincella     | svincolato      | definitivo |          |
| PV       | Michele Mantisi     | Girgenti        | definitivo |          |

| Cessioni | Cessioni              | Cessioni      | Cessioni       | Cessioni |
| R.       | Nome                  | a             | Modalità       |          |
| -------- | --------------------- | ------------- | -------------- | -------- |
| TD       | Juan Pablo Cuello     | Black Devils  | definitivo     |          |
| PV       | Zoe Mizzoni           | Bozen         | definitivo     |          |
| PV       | Alessio Lo Bello      | svincolato    | fine contratto |          |
| C        | Tomás Valentin Cañete | Fondi         | definitivo     |          |
| AD       | Martin Molineri       | Vicente Lopez | fine prestito  |          |
| TS       | Alex Castillo         | Chiaravalle   | definitivo     |          |
| AS       | Gabriele Sortino      | Carpi         | definitivo     |          |
| TS       | Federico Vanoli       | Fondi         | definitivo     |          |
| PT       | Javier Grande         | Yverdon       | definitivo     |          |

### Sessione invernale
| Acquisti | Acquisti       | Acquisti                     | Acquisti   | Acquisti |
| R.a      | Nome           | da                           | Modalità   |          |
| -------- | -------------- | ---------------------------- | ---------- | -------- |
| TS       | Ignacio Zungri | Juventud Unida de San Miguel | definitivo |          |

| Cessioni | Cessioni           | Cessioni   | Cessioni    | Cessioni |
| R.       | Nome               | a          | Modalità    |          |
| -------- | ------------------ | ---------- | ----------- | -------- |
| TS       | Francisco Morettin | svincolato | rescissione |          |